# Santiago Scalabroni
Santiago José Scalabroni Ceballos (1949, Alta Gracia, Córdoba) es un historietista y pintor argentino. Su obra como dibujante se ha centrado en historietas para el público infantil, en especial con personajes de la Disney. Hermano gemelo del Ingeniero Enrique Scalabroni, destacado en el diseño automovilístico de Fórmula 1. Vivió en su infancia en Rafaela, ya que su padre tenía a su cargo el control y la atención de la pista del Autódromo de la ciudad.

## Trayectoria[1]
Su carrera como historietista comenzó en 1970 cuando se instala en Buenos Aires y se matricula en el Instituto de Arte de esta ciudad (IDA). Su primera colaboración tuvo lugar el año siguiente en la Editorial García Ferré, dibujando para la revista infantil Larguirucho.
En 1974 se mudó a España y comenzó a publicar con la editorial Bruguera, dibujando historietas de el Botones Sacarino. Colaboró con la agencia Bardon Art desde 1976 hasta los años 80. A través de esta agencia de representación comenzó a publicar en el extranjero. Formó parte del primer grupo de artistas que la danesa Gutemberghus Publishing Service creó para publicar historietas de personajes de la Disney, de la mano de Curt Smidt, de manera que en 1977 inició la publicación de historietas en la editorial danesa Egmont Publishing Service, principalmente en la revista Anders And & Co bajo la dirección de Helge Barner, por el que Scalabroni guardó siempre un gran afecto. En este período publicó este tipo de historietas junto a Tello, Branca, Mascaró, Gilbau, y los hermanos Blasco, sustituyendo a los autores italianos que hasta entonces publicaban en estas revistas.
Igualmente colaboró con otras editoriales de México, Alemania y Estados Unidos, también en el ámbito de la historieta infantil. Su obra como dibujante en estas historietas se centra principalmente en el Pato Donald y patos afines, contando frecuentemente con los guionistas Jim Kenner y Tom Anderson. En los años 80 también estuvo afiliado a la agencia Selecciones Ilustradas (Toutain editor) de Barcelona y posteriormente a Norma Editorial.
En los años 1976 y 1977 estudió modelado y pintura en la Escuela de Artes y Oficios de Barcelona, donde recibió clases de García Morales y Rosa Martínez. Entre 1977 y 1979 entabló relaciones con el Círculo Artístico de San Lucas de Barcelona. En 1983 estudió en París iconografía bizantina en la Maison des Ateliers, donde tuvo a George Drobot como profesor.
Regresó a España en 1985 y se estableció en Mallorca. Allí permaneció cinco años vinculado al Círculo de Bellas Artes de Palma de Mallorca, donde, de la mano del pintor José María de Labra se adhirió con entusiasmo al concepto geométrico de las artes plásticas. Hacia 1991 estableció vínculos con pintores uruguayos de la escuela del maestro Joaquín Torres García. A partir de este momento el constructivismo marca toda su obra pictórica posterior.
En su estilo pictórico hay una fuerte influencia de la tradición griega clásica. Ha mencionado su admiración por el artista americano David Gerstein. En su faceta como dibujante de historieta mencionó como fuerte influencia e inspiración a Paul Murry, así como a Carl Banks. Él, a su vez, ha sido mentor de otros artistas de historieta, como Wanda Gattino, al que conoció en 1989 e introdujo en la publicación de Disney.
En 1992, atraído por el arte griego, se muda a Atenas, donde profundizó en su conocimiento por la técnica de los iconos.
Desde el año 2003 se instaló en Andrach, Mallorca. Desde allí continuó su labor como pintor, experimentando con nuevas técnicas.

## Exposiciones[4]
- 1977 Escuela de Artes y Oficios. Barcelona, España (Colectiva)
- 1984 Salón de Arte Sacro. París, Francia. (Colectiva) "Maison des Ateliers". Paris, Francia. (Presentación de sus dibujos y pinturas). Harrods, Buenos Aires, Argentina. (Individual)
- 1985 Asociación Latinoamericana de Baleares: "Grupo de Pintores Latinoamericanos".
- 1987 Círculo de Bellas Artes. Palma de Mallorca, España. Concurso de Dibujo (Mención de Honor). Salón de Arte Jandro. Palma de Mallorca, España. (Colectiva) Asociación Creativos de Artes Plásticas de Baleares. Palma de Mallorca, España. (Presentación de sus retablos)
- 1989 Saint Paul's School. Cruz Chica, Córdoba Argentina. Exposición de sus Pinturas y Dibujos. Charla sobre Arte.
- 1994 ASCLAYE: Cuatro pintores Latinoamericanos. Atenas, Grecia. Galería SYN. Atenas, Grecia. (Colectiva)
- 1995 Galería "Gallery 61". Atenas, Grecia. (Colectiva) Aranda de Duero. Burgos, España. Exposición de Dibujos.
- 1996 A.P.A.C. Alianza Francesa. Córdoba, Argentina. (Colectiva) E.P.E.C Empresa Provincial de Energía. Córdoba, Argentina. (Colectiva) A.P.A.C. Río Cuarto. Museo de Bellas Artes. Córdoba, Argentina. (Colectiva) A.P.A.C. Galería Dante Alighieri. La Cumbre Córdoba. Argentina (Colectiva) Sala "Poeta Lugones". Capilla del Monte, Argentina. (Individual) Galería "Praxis". Córdoba, Argentina. (Colectiva)
- 1997 Colegio de Escribanos. Córdoba, Argentina. (Colectiva) Galería Praxis. Córdoba, Argentina. (Colectiva) Centro Cultural Al Andar. Atenas, Grecia. (Colectiva) Centro Cultural General San Martín. Buenos Aires, Argentina. (Individual)
- 1998 Gaceta Mercantil Latinoamericana, Cabañas del Golf. La Cumbre. Argentina. (Individual). Inauguración del Museo Municipal de Arte "Dr. Urbano Poggi" de Rafaela, Argentina. Obra Expuesta y en Poder permanente del Museo.
- 1999 Galería Praxis. Córdoba, Argentina. (Colectiva)
- 2000 University of Piraeus, Grecia. UNESCO. (Colectiva)
- 2001 L' ART Gallery. Miami, USA. (Individual) University of Piraeus. UNESCO, Grecia. (Colectiva)
- 2002 University of Piraeus. UNESCO, Grecia. (Colectiva)
- 2003 The Latin American art Museum and the Miami art Center. Miami, USA. "New Trends" 14. (Colectiva) The Consulate General of Argentina in Miami, and the Latin American art Museum "Contemporary artists from Argentina. Miami, USA. (Colectiva)
- 2004 20 Contemporany Internacional Artis vol. 2 Biblioteca de las comunidades Europeas (B.A.C.E.)
- 2004 Crisolart Gallery, Barcelona, España. (Colectiva).
- 2005 Icono Gallery, Palma de Mallorca, España. (Individual).
- 2005 Galería Sant Joanet, Sóller, Mallorca, España (Colectiva).
- Invitado por el editor Roberto Gutiérrez de Paris, participa en su stand en FIAC, Paris, Francia en 2001 y en Arte Fiera 2002, Bologna, Italia.
- 2007 Sala Almirall, Barcelona, España (Individual).
- 2012 Instituto Caterina Da Siena, Milan, Italia (Individual).
- Poseen obras suyas: Museo Municipal de Arte "Dr. Urbano Poggi" de Rafaela, Argentina. Caja de Ahorros del Círculo Católico-Aranda de Duero. Burgos, España. Gallery 61, Atenas, Grecia. Redacción de "La voz del interior" Córdoba, Argentina. Redacción de "Gazeta Mercantil" Brasil. Coleccionistas de Argentina y Europa.